# Società Sportiva Gualdo 2005-2006
Questa pagina raccoglie le informazioni riguardanti la Società Sportiva Gualdo nelle competizioni ufficiali della stagione 2005-2006.

## Rosa
| N. |                      | Ruolo | Calciatore               |
| -- | -------------------- | ----- | ------------------------ |
|    | Italia (bandiera)    | C     | Simone Adani             |
|    | Italia (bandiera)    | D     | Mauro Vincenzo Antonacci |
|    | Italia (bandiera)    | A     | Maurizio Baciocchi       |
|    | Italia (bandiera)    | A     | Roberto Balducci         |
|    | Italia (bandiera)    | C     | Antonio Cardona          |
|    | Argentina (bandiera) | P     | Leandro Horacio Cortizo  |
|    | Italia (bandiera)    | P     | Roberto De Julis         |
|    | Italia (bandiera)    | D     | Giovanni Esposito        |
|    | Italia (bandiera)    | D     | Simone Farina            |
|    | Italia (bandiera)    | A     | Alessandro Iannuzzi      |
|    | Italia (bandiera)    | A     | Ivano Iannuzzi           |
|    | Italia (bandiera)    | A     | Giovanni Infuso          |
|    | Italia (bandiera)    | A     | Mario La Cava            |

| N. |                      | Ruolo | Calciatore         |
| -- | -------------------- | ----- | ------------------ |
|    | Italia (bandiera)    | C     | Simone Mazzei      |
|    | Italia (bandiera)    | D     | Claudio Miale      |
|    | Italia (bandiera)    | C     | Vasco Morelli      |
|    | Italia (bandiera)    | A     | Marco Pelliccia    |
|    | Italia (bandiera)    | A     | Rocco Placentino   |
|    | Italia (bandiera)    | D     | Francesco Priolo   |
|    | Italia (bandiera)    | D     | Alessandro Santini |
|    | Italia (bandiera)    | P     | Stefano Tajolini   |
|    | Argentina (bandiera) | A     | Juan Turchi        |
|    | Italia (bandiera)    | C     | Gianluca Valenti   |
|    | Italia (bandiera)    | A     | Leonardo Varchetta |
|    | Italia (bandiera)    | C     | Luca Vitali        |